# Fabio Quagliarella
Fabio Quagliarella [ˈfabjo kwaʎʎaˈrɛlla] (* 31. Januar 1983 in Castellammare di Stabia, Neapel) ist ein ehemaliger italienischer Fußballspieler.

## Karriere

### Im Verein
Quagliarella begann seine Karriere bei Torino Calcio. Nach drei Spielzeiten wurde er zuerst zum zwangsrelegierten Verein Florentia Viola und später zu Calcio Chieti in die Serie C1 ausgeliehen. Zur Saison 2004/05 kehrte er zu seinem Stammverein nach Turin zurück. Ein Jahr später wurde er an Udinese Calcio verkauft, die ihn 2005/06 beim Serie-A-Aufsteiger Ascoli Calcio parkten.
Die Saison 2006/07 bestritt Quagliarella bei Sampdoria Genua, die 50 % seiner Transferrechte für ein Jahr kauften. In Genua gelang ihm der endgültige Durchbruch. Quagliarella bestritt 35 Serie-A-Partien und erzielte dabei 13 Treffer. Nach der Saison wechselte er zurück zu Udinese Calcio, für die er von Juli 2007 bis Juni 2009 spielte. Besonders erfolgreich verlief für Quagliarella die Spielzeit 2008/09: In der Liga erzielte er 13 Tore, weitere acht Treffer im UEFA-Pokal, in dem er mit Udinese bis ins Viertelfinale vordrang. Am 31. Januar 2009 erzielte der Stürmer gegen die SSC Neapel einen Volley-Treffer zum 2:2-Endstand. Dieses Tor wurde in Italien zum Tor des Jahres 2009 gewählt. Anfang Juli 2009 wechselte der Stürmer zur SSC Neapel.
Im August 2010 wurde Quagliarella für die Saison 2010/11 für die Summe von 4,5 Millionen Euro an Juventus Turin verliehen. Als Teil dieses Geschäfts wurde eine Kaufoption vereinbart. Bei Juventus fügte sich Quagliarella auf Anhieb gut in die Mannschaft ein und erzielte in den ersten 17 Ligaspielen neun Tore. Am 6. Januar 2011 zog er sich in der Serie-A-Partie gegen den FC Parma einen Kreuzbandriss im rechten Knie zu, der ihn für den Rest der Saison außer Gefecht setzte. Im Juni 2011 verpflichtete Juventus Turin ihn fest. Der Stürmer unterschrieb einen Dreijahresvertrag und kostete 10,5 Millionen Euro Ablöse. Zur Saison 2014/15 wechselte Quagliarella nach dem dritten Italienischen Meistertitel in Folge mit Juventus zum Lokalrivalen FC Turin.
Im Februar 2016 wurde er erneut an Sampdoria Genua verliehen. Nachdem seine Leihe bei Sampdoria Genua im Sommer desselben Jahres geendet hatte, wurde Quagliarella für eine feste Ablöse in Höhe von 2,70 Millionen Euro von Sampdoria Genua fest verpflichtet.
Am 26. Januar 2019 traf Quagliarella zweimal gegen Udinese – sein 11. Serie-A-Spiel in Folge mit Torerfolg in der Saison, somit hatte er die meisten Serie-A-Spiele in Folge mit Tor in einer Saison. Er zog mit der Leistung von Gabriel Batistuta aus 1994 für AC Florenz gleich. 2020 schoss Cristiano Ronaldo für Juventus ebenfalls in 11 Spielen hintereinander Tore.

### In der Nationalmannschaft
Quagliarella durchlief von 2000 bis 2004 die U-17-, U-19-, U-20- und U-21-Nationalmannschaft Italiens, für die er insgesamt 26 Partien absolvierte und vier Treffer erzielte.
Für die Italienische Nationalmannschaft debütierte Quagliarella unter Roberto Donadoni am 28. März 2007 im EM-Qualifikationsspiel gegen Schottland. Im Laufe des Jahres kam Quagliarella zu weiteren Einsätzen für die Squadra Azzurra, wobei er am 6. Juni in der EM-Qualifikation gegen Litauen mit einem Doppelpack für den Endstand sorgte und seine ersten Tore im Nationaltrikot erzielte. Da Quagliarella fortan regelmäßig zum Kader der Azzurri gehörte, nahm er auch an der Europameisterschaft 2008 teil. Bei dieser wurde er im zweiten Gruppenspiel gegen Rumänien eingewechselt, blieb bis zum Viertelfinale, in dem man Spanien unterlag, jedoch ohne weiteren Einsatz.
Auch unter Marcello Lippi, Nachfolger des nach der EM zurückgetretenen Donadonis, gehörte Quagliarella weiterhin zum Kader der Italiener. Neben Freundschaftsspielen und der WM-Qualifikation war Quagliarella auch Teil des Kaders für den Konföderationen-Pokal 2009. Bei diesem kam er in der Partie gegen Ägypten zum Einsatz, Italien jedoch verlor diese und die folgende Partie gegen Brasilien, womit man in der Gruppenphase ausgeschieden war.
Auch bei der Weltmeisterschaft 2010 in Südafrika stand er im Kader Italiens. Nachdem er die ersten beiden Spiele von der Bank aus verfolgt hatte, wurde er im letzten Gruppenspiel gegen die Slowakei eingewechselt. Zwar erzielte er kurz vor Ende der Partie sein erstes Tor bei einem großen Turnier, die 2:3-Niederlage sorgte aber dafür, dass Italien erneut nach der Vorrunde ausschied.
Nach der WM blieb Quagliarella zunächst Bestandteil des Aufgebots, wurde nach seinem bisher letztem Spiel gegen Rumänien im November 2010 allerdings nicht mehr von Cesare Prandelli berücksichtigt. Im September 2014 und Oktober 2015 wurde er von Prandellis Nachfolger Antonio Conte wieder für die Nationalmannschaft nominiert, blieb jedoch ohne weiteren Einsatz.
Im März 2019 wurde der 36-jährige Quagliarella von Roberto Mancini nach über drei Jahren wieder für die Nationalmannschaft nominiert. Im ersten Spiel der EM-Qualifikation gegen Finnland feierte er sein Comeback für Italien. In der zweiten Partie gegen Liechtenstein erzielte Quagliarella zwei Treffer und löste damit Christian Panucci als ältesten Torschützen der Italienischen Nationalmannschaft ab. Im Juni 2019 kam er in einer weiteren EM-Qualifikations-Partie gegen Bosnien-Herzegowina zu seinem 28. und bisher letzten Einsatz für die Squadra Azzurra. Seither wurde er nicht mehr berücksichtigt.

## Erfolge
- Italienischer Meister: 2011/12, 2012/13, 2013/14
- Italienischer Supercupsieger: 2012, 2013
- Tor des Jahres in Italien: 2009, 2019[8]
- Torschützenkönig der Serie A: 2018/19 (26 Treffer)
- Bester Stürmer der Serie A: 2018/19
- Team des Jahres der Serie A: 2019

## Verweise